# Aloe ramosissima x x dichotoma
Aloe ramosissima x x dichotoma é uma espécie de liliopsida do gênero Aloe, pertencente à família Asphodelaceae.